# Peter and the Test Tube Babies
Peter and the Test Tube Babies sind eine Punkrockband, die Ende 1978 in Peacehaven, England gegründet wurde. Das klassische Line-up bestand aus Peter Bywaters, Derek „Del Strangefish“ Greening, Chris „Trapper“ Marchant und Mark „Ogs“ Hoggins.

## Bandgeschichte
Die erste Veröffentlichung der Band war 1978 der Titel Elvis Is Dead auf dem Sampler The Vaultage Punk Collection. Zwei Jahre nach ihrer Gründung schlossen sie einen Vertrag mit No Future Records für ihre ersten Veröffentlichungen. Seither hat die Gruppe ihre Tonträger auf diversen Labels veröffentlicht. 1982 folgte mit Pissed and Proud das erste (Live-)Album, obwohl Bywaters Livealben nach eigener Aussage hasst.
Spielte die Band anfangs einen schnellen Punk mit anspruchslosen Texten, so änderte sich dies 1983 mit der Veröffentlichung ihres ersten Studioalbums The Mating Sounds of South American Frogs. Hier waren zwar immer noch Nonsens-Texte zu hören, die Musik klang aber ausgefeilter als zuvor. Ihren Höhepunkt erreichte diese Entwicklung mit dem 1986 veröffentlichten Soberphobia. Beide Alben gelten heute als Klassiker der Band. Einen Tiefpunkt markierte allerdings 1990 das Album The Shit Factory, mit dem die Band Stellung gegen das damals den britischen Markt dominierende Produzententrio Stock, Aitken & Waterman bezog. Was als Witz gemeint war, entpuppte sich trotz guter Produktion schnell als Flop, weil die meisten Lieder, so Bywaters, „einfach Mist“ waren.
Nachdem es bereits bei den Aufnahmen zum Nachfolgealbum Cringe Spannungen zwischen Hoggins und den übrigen Bandmitgliedern gegeben hatte, verließ dieser schließlich die Band. Nach Veröffentlichung des Nachfolgers Supermodels, laut Bywaters sein Lieblings-Album, kehrte auch Marchant vor der anstehenden Album-Tour 1995 der Band den Rücken. Der Weggang der Rhythmusgruppe markierte einen tiefen Einschnitt in der Bandgeschichte, bescheinigte Bywaters doch sowohl Hoggins als auch Marchant, „exzellente Musiker“ zu sein. Vielfach machten in der Folgezeit Gerüchte die Runde, die Band habe sich aufgelöst. Es wurde allerdings seither die Position des Schlagzeugers diverse Male neu besetzt. Nach 17 Jahren verließ Ende 2016 Bassist Paul „H“ Henrickson die Band, er wurde Anfang 2017 durch Nick Abnett ersetzt. Im gleichen Jahr kam auch der Schlagzeuger Sam Fuller neu in die Band. 
Im August 2006 erschien ein Remix des 2005er-Albums A Foot Full of Bullets unter dem Titel For a Few Bullets More. Hieran hatten Campino und Olga von den Toy Dolls mitgewirkt. Im März 2017 begann das neue Lineup mit Nick Abnett und Sam Fuller die Aufnahmen zu einem neuen Album. Auf dem 2017 erschienenen Album Learning English Lesson 2 der Toten Hosen singt Peter zusammen mit Campino den Titel The Jinx.

## Diskografie

### Alben
- 1982: Pissed and Proud (Livealbum, No Future Records)
- 1983: The Mating Sounds of South American Frogs (Trapper Records)
- 1984: The Loud Blaring Punk Rock Album (Hairy Pie Records)
- 1986: Soberphobia (Music-Box)
- 1990: More Chin Shouting – Live and Loud!!
- 1990: The Shit Factory (Triple X Records)
- 1991: Cringe (Rebel Rec.)
- 1996: Schwein Lake (Livealbum, We Bite Records)
- 1995: Supermodels (We Bite)
- 1998: Alien Pubduction (We Bite)
- 2005: Paralitico
- 2005: A Foot Full of Bullets (Locomotive Records)
- 2006: For a Few Bullets More (Randale Records)
- 2017: That Shallot (Arising Empire)
- 2020: Fuctifano (Arising Empire)

### EPs
- Pressed for Cash, 1985
- Rotting in the Fart Sack, 1985
- Zombie Creeping Flesh, 1983

### Kompilationen
- The Best of Peter and the Test Tube Babies, 1988
- Test Tube Trash, 1994
- The Punk Singles Collection, 2000